# Aan/uit-regeling
Een aan/uit-regeling is een regelaar met een besturend element, de actuator, dat slechts twee standen kent zoals aan of uit en open of dicht. 
De gemeten waarde wordt vergeleken met een gewenste waarde en als die hoger ligt wordt de uitgang geschakeld. Vaak is er een hysterese ingebouwd om te voorkomen dat de regeling voortdurend heen en weer staat te schakelen. Ook worden er mechanismes toegepast om het dynamisch gedrag van de regeling te verbeteren, een kamerthermostaat heeft bijvoorbeeld vaak een anticipatieregeling, waarbij deze bij een wat lagere temperatuur uitschakelt als de verwarming al lang aanstaat.
Een bekend voorbeeld van een aan/uit-regelaar is de thermostaat.
In de waterbeheersing wordt deze aan/uit-regeling veelvuldig toegepast als aan/afslagregeling.